# Echinosepala
Echinosepala é um género botânico pertencente à família das orquídeas (Orchidaceae).
O gênero Echinosepala foi proposto por Pridgeon & M.W.Chase em Lindleyana 17: 100, em 2002.
Espécie tipo: Echinosepala aspasicensis (Rchb.f.) Pridgeon & M.W.Chase (2002).
Suas espécies, morfologicamente intermediárias de Dresslerella e Myoxanthus, compunham os subgêneros Silenia e Satyria de Myoxanthus. Em 2002 Pridgeon e Chase, baseando-se no DNA dessas plantas, propuseram sua separação de Myoxanthus em um novo gênero.
Em 2004 Luer revalidou o antigo gênero Brenesia de Schlecher, para onde moveu todas estas espécies, entretanto, apesar morfologicamente semelhantes, preferimos manter aqui a proposta de Pridgeon e Chase por atender melhor a filogenia deste grupo. A espécie tipo de Brenesia  está inserida em meio ao grupo maiormente formado pelas espécies de Acianthera, então optamos por reter em Brenesia apenas as espécies não subordinadas anteriormente a Myoxanthus, a saber a Brenesia johnsonii e a Brenesia herrerae, que segundo sua filogenia se inserem em outros grupos.

## Etimologia
O nome é uma referência às sépalas acuminadas de suas flores.

## Sinônimos
- Myoxanthus subgen. Satyria Monogr. Syst. Bot. Missouri Bot. Gard. 44: 5. 1992.
- Pleurothallis sect. Satyria (Luer) Luer, Lindleyana 11(2): 118. 1996.
- Myoxanthus subgen. Silenia Monogr. Syst. Bot. Missouri Bot. Gard. 44: 6. 1992.
- Echinella Pridgeon & M.W.Chase, Lindleyana 16: 253. 2001.

## Habitat
Echinosepala é composto basicamente por espécies da América Central e norte da América do Sul. Conta somente com três representantantes no Brasil, na região limítrofe com a Venezuela e Colômbia, que pertencem ao subgênero Silenia.

## Descrição
Morfologicamente lembram muito Myoxanthus. Excetuada a Echinosepala pan estas espécies diferem de Myoxanthus por não apresentaram bainhas tricomatosas ou pubescentes nos ramicaules. São dois subgêneros:
O subgênero Silenia caracteriza-se por apresentar apenas uma flor por inflorescência, a qual brota junto à base da folha. Suas flores são carnosas, externamente pubescentes, e sua antera, como em Myoxanthus, é ciliada na extremidade superior.
A inflorescência das espécies do subgênero Satyria brota diretamente do rizoma.

## Filogenia
Segundo Phylogenetic relationships in Pleurothallidinae (Orchidaceae): combined evidence from nuclear and plastid DNA sequences publicado por Alec M. Pridgeon, Rodolfo Solano e Mark W. Chase, Echinosepala, junto com diversos outros, dentre eles, Dresslerella, Myoxanthus, Pleurothallopsis, Restrepia e Barbosella, forma o segundo dos oito grandes grupos da subtribo Pleurothallidinae, entre os clados de Octomeria e  de Acianthera.
Os gêneros mais próximos de Echinosepala são Dresslerella e Myoxanthus, que juntos formam o primeiro subgrupo deste clado.

## Espécies
No Brasil são encontradas apenas duas espécies, E. aspasicensis e E. uncinata.
1. Echinosepala aspasicensis (Rchb.f.) Pridgeon & M.W.Chase, (2002).
2. Echinosepala balaeniceps (Luer & Dressler) Pridgeon & M.W.Chase, (2002).
3. Echinosepala lappiformis (A.H.Heller & L.O.Williams) Pridgeon & M.W.Chase, (2002).
4. Echinosepala pan (Luer) Pridgeon & M.W.Chase, (2002).
5. Echinosepala sempergemmata (Luer) Pridgeon & M.W.Chase, (2002).
6. Echinosepala stonei (Luer) Pridgeon & M.W.Chase, (2002).
7. Echinosepala tomentosa (Luer) Pridgeon & M.W.Chase, (2002).
8. Echinosepala uncinata (Fawc.) Pridgeon & M.W.Chase, (2002).